# 石圃
石圃（？—？），中国春秋时期卫国政治人物，石氏，《史记》作石曼尃。
前545年（鲁襄公二十八年、卫献公后二年）夏，卫国讨伐甯氏的亲族，所以石恶逃亡到晋国。卫国立了石恶的侄儿石圃為家主，以保存石氏的祭祀。
前478年（鲁哀公十八年、卫后庄公三年）夏，晋国赵鞅率兵驱逐了卫后庄公，立公孙般师。晋军撤退，卫后庄公回国且役使百姓没有节制，並想驱逐石圃。十一月十二，石圃带领工匠讨伐后庄公，后庄公关上门求饶命，石圃不答应。后庄公带着儿子太子疾、公子青跳北墙出逃，摔断了腿。太子疾、公子青被戎州人所杀。卫后庄公投奔戎州己氏，也被杀死。齐国立起为卫侯。
前477年（鲁哀公十八年、卫君起元年）夏季，石圃把卫君起驅逐到齐国。卫出公辄从齐国回国，驅逐石圃，恢复了石魋和太叔遗的官职。